# 同音文章
同音文章常指的是在现代汉语普通话中使用同一或相近读音的汉字所寫成的文章。因为现代汉语普通话中有很多的同音字，所以只能用现代汉语普通话文言文才能写作。
英语中也有相似的文章，如Buffalo buffalo Buffalo buffalo buffalo buffalo Buffalo buffalo。但英语是同音词，而现代汉语普通话是同音字。
但是通过对时下流行的几篇同音文的中古拟音查询，发现其中的文字在古代的时候并非同音。所以有两种可能性：1.在语音演化的过程中，这些文字演化为同音字；2.这些文章乃后人所炮制。鉴于第一种情况发生的可能性较低，所以可以肯定这些文章为近现代人所创作。
文言文始于先秦时期。如果在先秦时期的人们用口音表达这些同音文，当时的人们能够听得懂看得懂。同音文一般是中国现代作者所作，中国现代作者专门在现代汉语普通话读音中挑选同音字写这些同音的文言文，因为要受数量有限的同音字所限制，因而这些文章内容显得很不合逻辑，其次要看懂，要具有文言文功底，不具有文言文功底的人，照样很难看明白同音文的意思。

## 同音文章列表
以下文章，如無注明，則以普通話／國語朗讀。
- 施氏食狮史、熙戲犀：由中国语言学家赵元任所写。
- 季姬擊雞記：相傳由趙元任所作。[1][2][3]
- 羿裔熠邑彝
- 遗镒疑医
- 易姨医胰
- 瑜欲渔：由杨富森所作。
- 狮食豕史（页面存档备份，存于）
- 余與汝（粵語）

## 相反事例
汉字也存在同形异音字，如果不标出读音就不知道是什么意思
见和齐
上联：见见见见见见见
下联：齐齐齐齐齐齐齐
乐和朝
上联：乐乐乐乐乐乐乐
下联：朝朝朝朝朝朝朝
行和长
上联：行行行行行行行
下联：长长长长长长长